# Boyle (Irland)
Boyle (irisch Mainistir na Búille, lateinisch: Buellium) ist eine irische Stadt im Norden des Countys Roscommon. Sie liegt am Fuße der Curlew Mountains in der Nähe der Seen Lough Key, Lough Arrow und Lough Gara auf einer Höhe von 83 m.

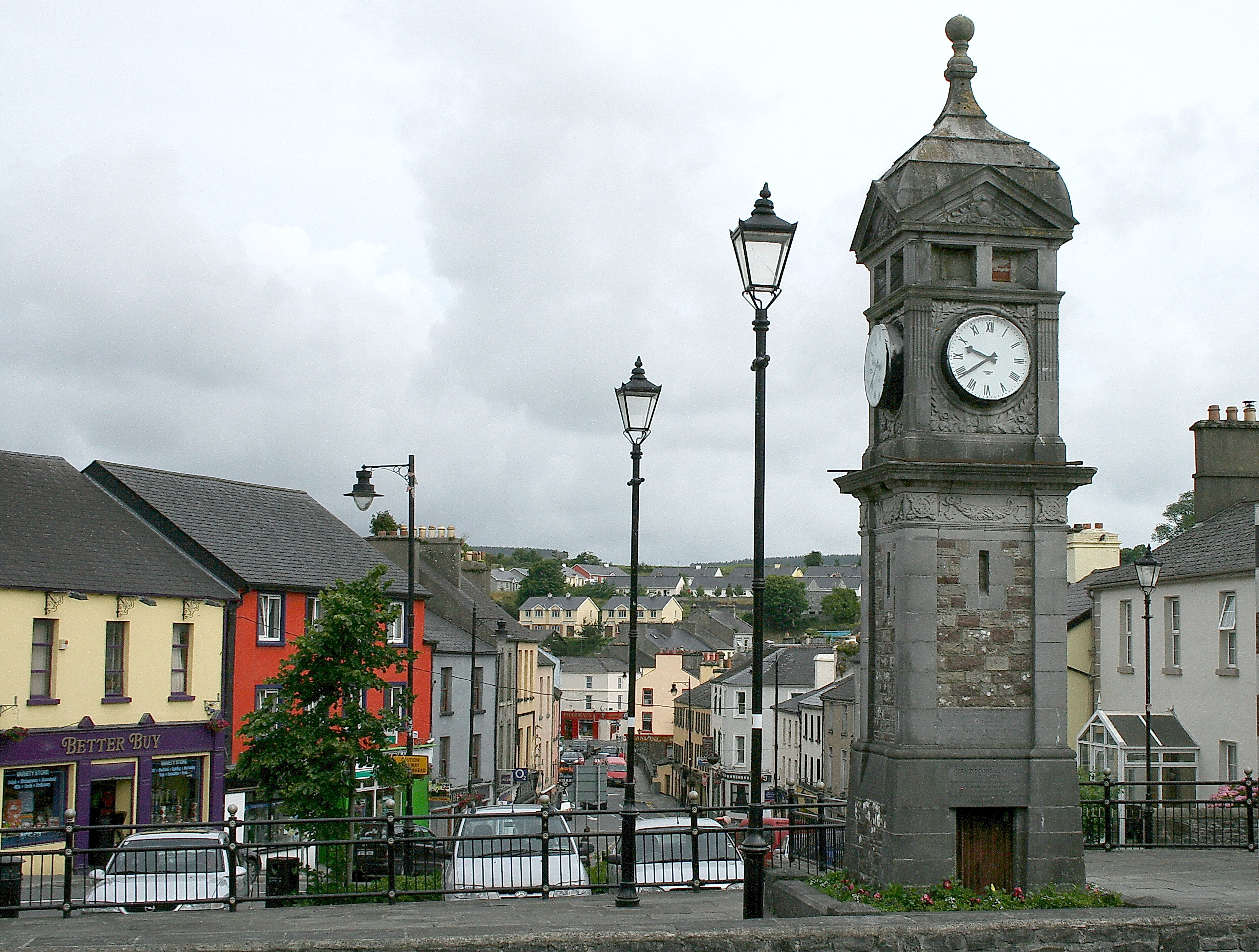
Markt von Boyle

Die Einwohnerzahl beträgt 2915 (2022). Boyle ist an den Schienenverkehr und an die Nationalstraße N4 von Dublin nach Sligo angeschlossen. Bekannt sind die Ruinen der Boyle Abbey.
Drei Kilometer westlich von Boyle liegt das Portal Tomb von Drumanone.

## Persönlichkeiten
- Maureen O’Sullivan (1911–1998), Schauspielerin
- Patrick Francis Sheehan (1932–2012), Bischof von Kano (Nigeria)
- Chris O’Dowd (* 1979), Schauspieler